# Mlčení jehňátek (kniha)
Mlčení jehňátek (v anglickém originále The Silence of the Lambs) je román amerického spisovatele Thomase Harrise. Jde o sequel autorovy knihy Červený drak (1981). Kniha opět pojednává o sériovém vrahovi a kanibalovi Hannibalu Lecterovi, který v této knize jde proti speciální agentce FBI jménem Clarice Starling. Kniha získala Cenu Brama Stokera za nejlepší román. Režisér Jonathan Demme uvedl v roce 1991 filmovou adaptaci knihy.